# Museum für Angewandte Kunst Köln

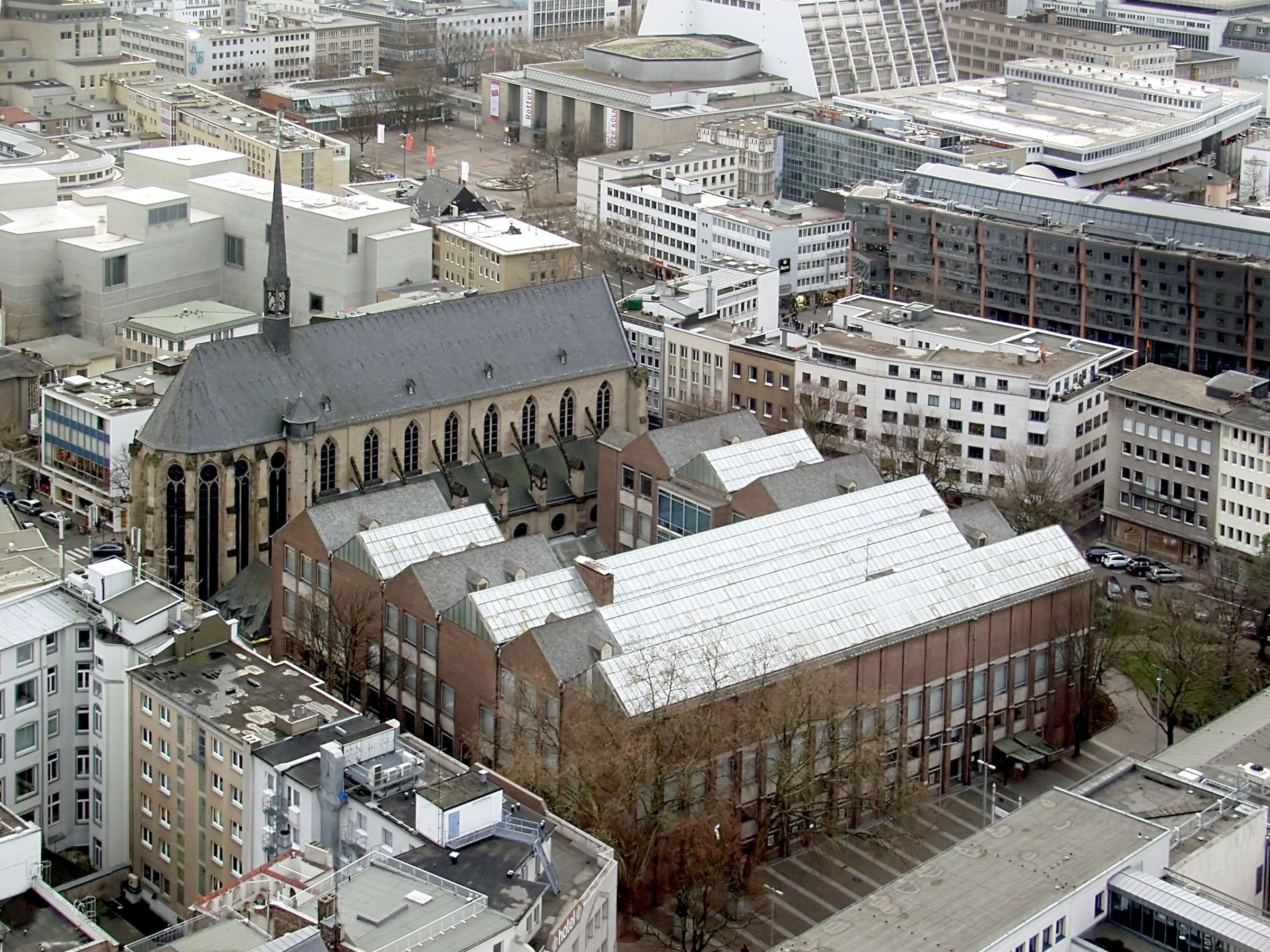
Museum für Angewandte Kunst Köln, im Januar 2008

Das Museum für Angewandte Kunst Köln (MAKK, bis 1987 zunächst Kunstgewerbe-Museum, dann Kunstgewerbemuseum Köln) ist ein Museum für angewandte Kunst in Köln. Es zeigt, was den Menschen in seiner Außenwirkung definiert, darunter Schmuck, Porzellan, Waffen, Möbel und Architektur.

## Museumsgeschichte

### Museumsgründung und Vorgängerbauten

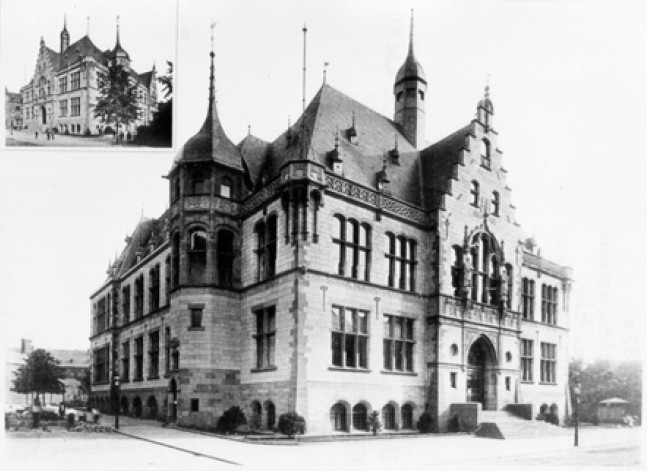
Altes Kunstgewerbemuseum am Hansaring (vor 1902)

Kunstgewerbemuseum und Schnütgen-Museum (um 1910)

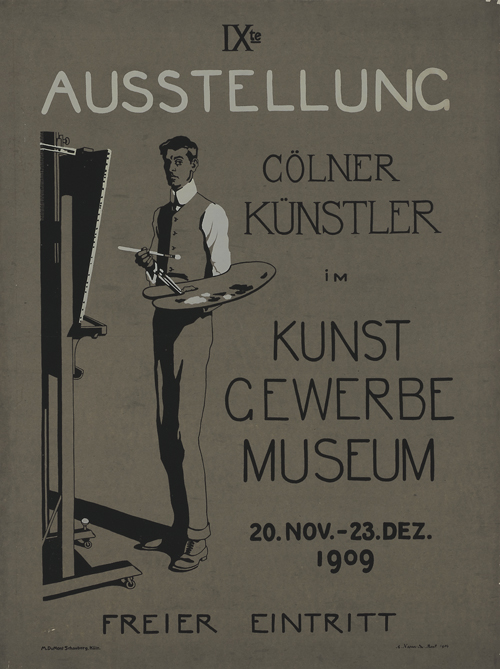
Plakat von M. DuMont Schauberg nach August L. M. Neven Du Mont für die IXte Ausstellung Cölner Künstler im Kunst Gewerbe Museum (1909)

Die Museumsgeschichte geht auf das Jahr 1888 zurück, als sich eine Gruppe von Bürgern zum Kölnischen Kunstgewerbe-Verein (heute Overstolzengesellschaft) zusammenschloss, um ein Museum für angewandte Kunst vom Mittelalter bis zur Neuzeit zu gründen. Zu diesem Zweck nutzte man ein zuvor als Taubstummenanstalt dienendes Gebäude an der Nordseite der Straße An der Rechtschule (die ehemalige Kronenburse der juristischen Fakultät). Der ursprüngliche Kernbestand umfasste die Sammlungen der Gelehrten Ferdinand Franz Wallraf (1748–1824) und Matthias Joseph de Noël (1782–1849) und wurde durch Stiftungen rasch erweitert.
Auf Initiative des Kölner Stadtbaumeisters Josef Stübben reservierte die Stadt im März 1889 für einen Museums-Neubau das Grundstück Hansaring 32 vor der zur Stadtmauer gehörenden Gereonsmühle, gegenüber dem Hansaplatz. Dazu erhielt die Stadt vom Textilfabrikanten Otto  Andreae (1833–1910) am 24. Dezember 1895 eine Spende von 400.000 Mark „für den Bau eines Kunstgewerbe-Museums, würdig der Stadt und ihrer Sammlungen“. Im Februar 1896 entschied sich die Stadtverordnetenversammlung für das Grundstück am Hansaplatz. Nach einem Architektenwettbewerb erhielt im September 1896 der Kölner Architekt Franz Brantzky als Urheber des mit dem 2. Preis ausgezeichneten Wettbewerbsentwurfs den Bauauftrag.
Am Nordende des Hansaplatzes entstand das Kunstgewerbemuseum als neugotisches Bauwerk und wurde am 2. Mai 1900 eröffnet. Eines der Prachtstücke war der von Melchior Lechter (1865–1937) gestaltete Pallenberg-Saal, benannt nach Jakob Pallenberg (Inhaber der Möbelfabrik Heinrich Pallenberg und Stifter für das Museum), der – wie das gesamte Gebäude – im Zweiten Weltkrieg am 29. Juni 1943 zerstört wurde. Zum Glück konnten die Bestände nahezu alle gerettet werden. Als Quartiere dienten danach anfangs Räume in der Eigelsteintorburg und dann nach dessen Wiederaufbau 25 Jahre von 1961 bis 1986 das romanische Overstolzenhaus an der Rheingasse. Nach ihm und dem bekanntesten Kölner Patriziergeschlecht wurde die Fördergesellschaft benannt.

### Schwarz-Bernard-Bau

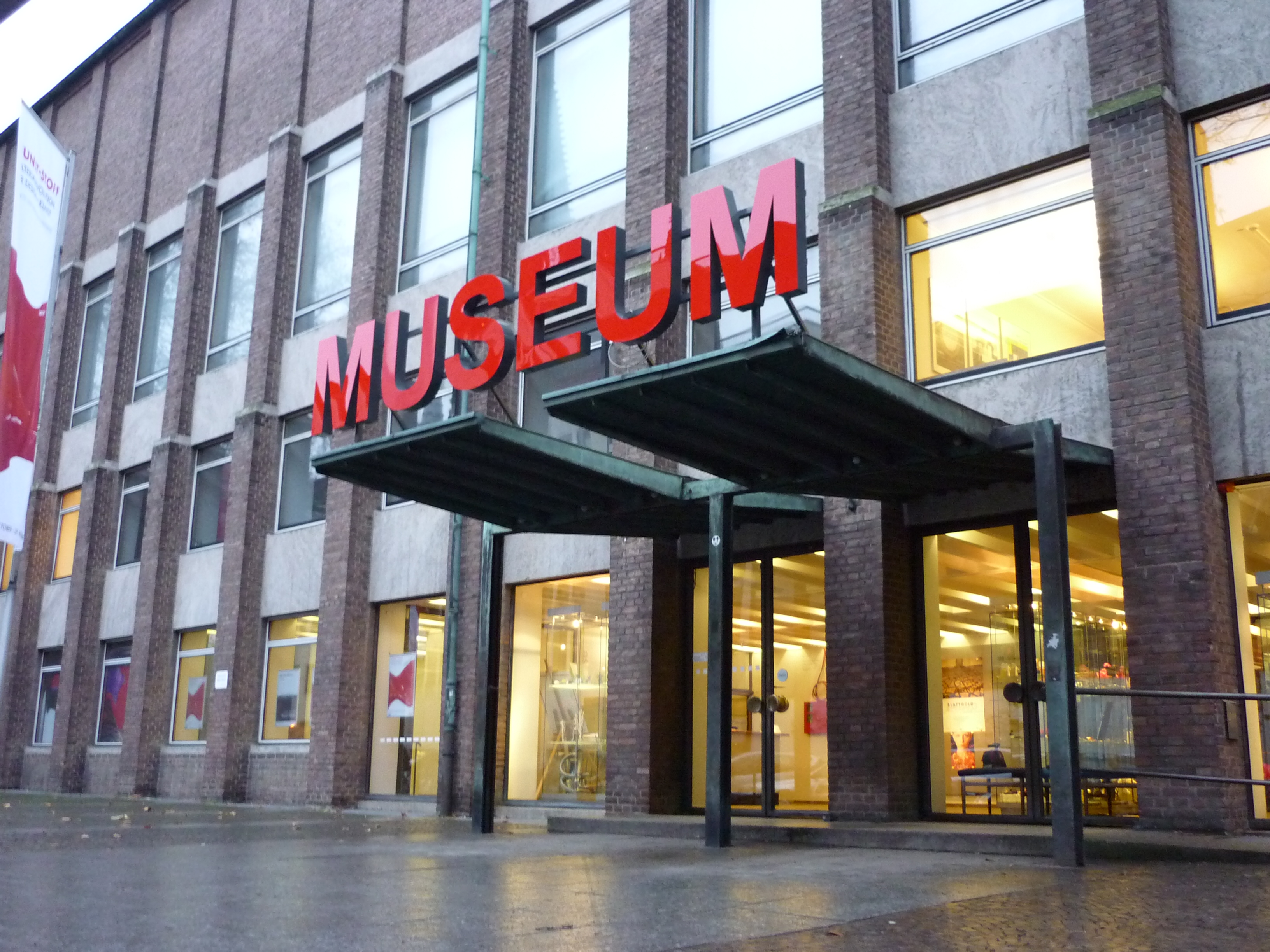
Eingang, im Dezember 2009

Seit 1989 ist das Museum in einem Gebäude in der Innenstadt untergebracht, das ursprünglich das Wallraf-Richartz-Museum und das Museum Ludwig beherbergte. Dieses Museum war vom Kölner Architekten Rudolf Schwarz (1897–1961) in Zusammenarbeit mit Josef Bernard (1902–1959) in den Jahren 1953 bis 1957 errichtet worden. Für seine neue Nutzung wurde es vom Kölner Architekten Walter von Lom zurückhaltend an die neuen Ausstellungsnotwendigkeiten angepasst.
Das Museum zeichnet in seinen Grundrisslinien das Minoritenkloster nach, das an gleicher Stelle stand. Die Außenwände der dreigeschossigen, blockhaften Anlage bestehen aus roten Ziegelsteinen und weisen symmetrisch angeordnete, rechteckige Fenster auf. Die parallelen Satteldächer erinnern an historisierende Spitzgiebel. Die Schlichtheit des Baus wurde als Antwort des 20. Jahrhunderts auf das Ideal des mittelalterlichen Bettelordens verstanden.
Die vier Flügel des Gebäudes schließen einen quadratischen Innenhof ein, der die Grundform des ehemaligen Minoritenkreuzgangs aufnimmt. An der Westseite des Innenhofes sind restaurierte, spätgotische Drillingsfenster dieses Kreuzgangs erhalten. Auf der Südseite begrenzt den Hof ein lediglich eingeschossiger Museumstrakt, hinter dem als eigentliche Begrenzung die erhaltene spätgotische Kirche aufragt. Die Innenhofwand der Nordseite hat der Architekt fast vollständig verglast und so ein Schaufenster für das Museum geschaffen.
Hinter dieser Glaswand liegt die sehr großzügige Eingangshalle des Museums, die der Besucher indessen nur durch einen niedrigen, schlichten Vorraum betritt. In der Halle führt eine gerade Treppe mit drei Ruheabsätzen zu den Hauptgeschossen des Museums.
Nach seiner Einweihung wurde das neue Museum wegen seiner fabrikartigen Nüchternheit kritisiert. Die große Halle galt als Raumverschwendung. Im Rückblick wurde das Gebäude allerdings als gelungene Synthese von „Vorgegebenem“ und Neugeschaffenem gewürdigt. Die Architektur wurde als „ein dritter Weg“ gewertet, der zwischen einer überzogenen, großen Architektur-Geste modernistischer Prägung und resignierender Restauration des Gewesenen vermittle. 1967 wurde das Gebäude mit dem Kölner Architekturpreis ausgezeichnet.

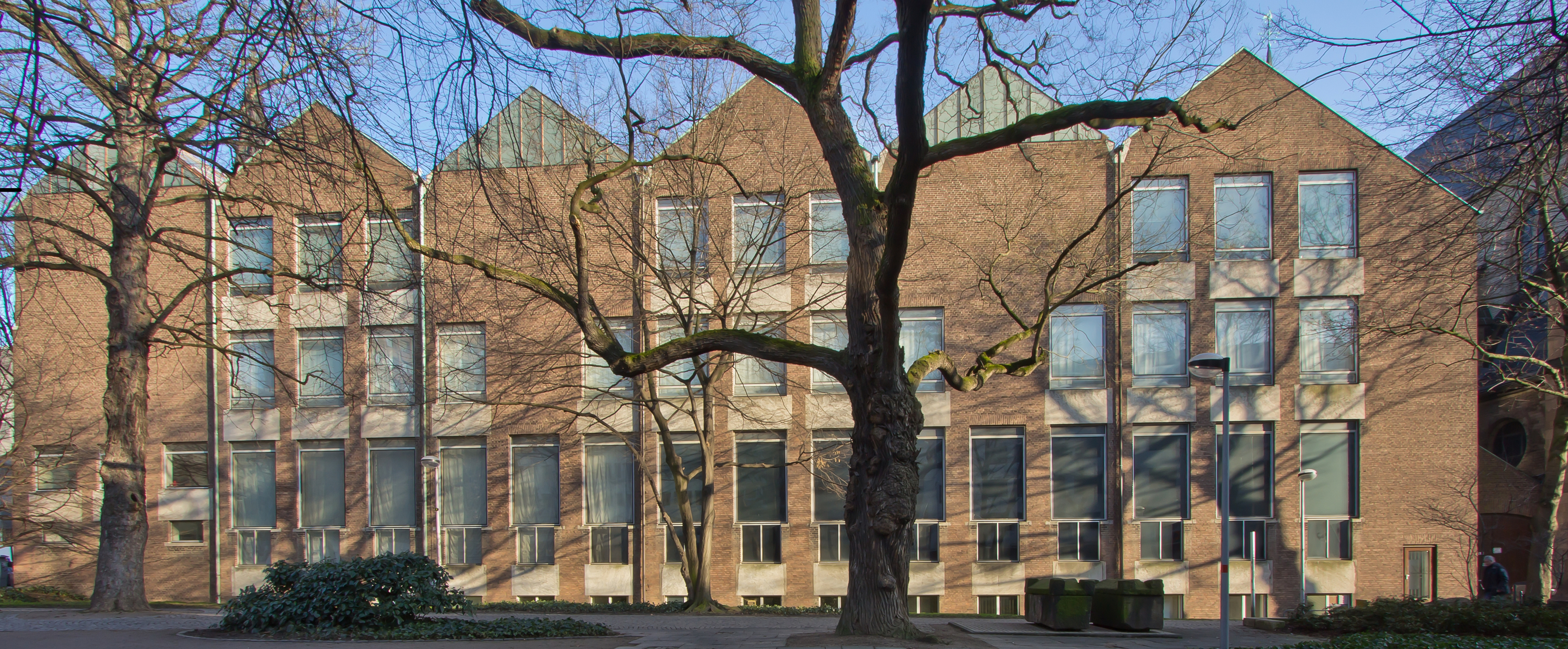
Ansicht Westseite mit Satteldächern (Kolpingplatz)
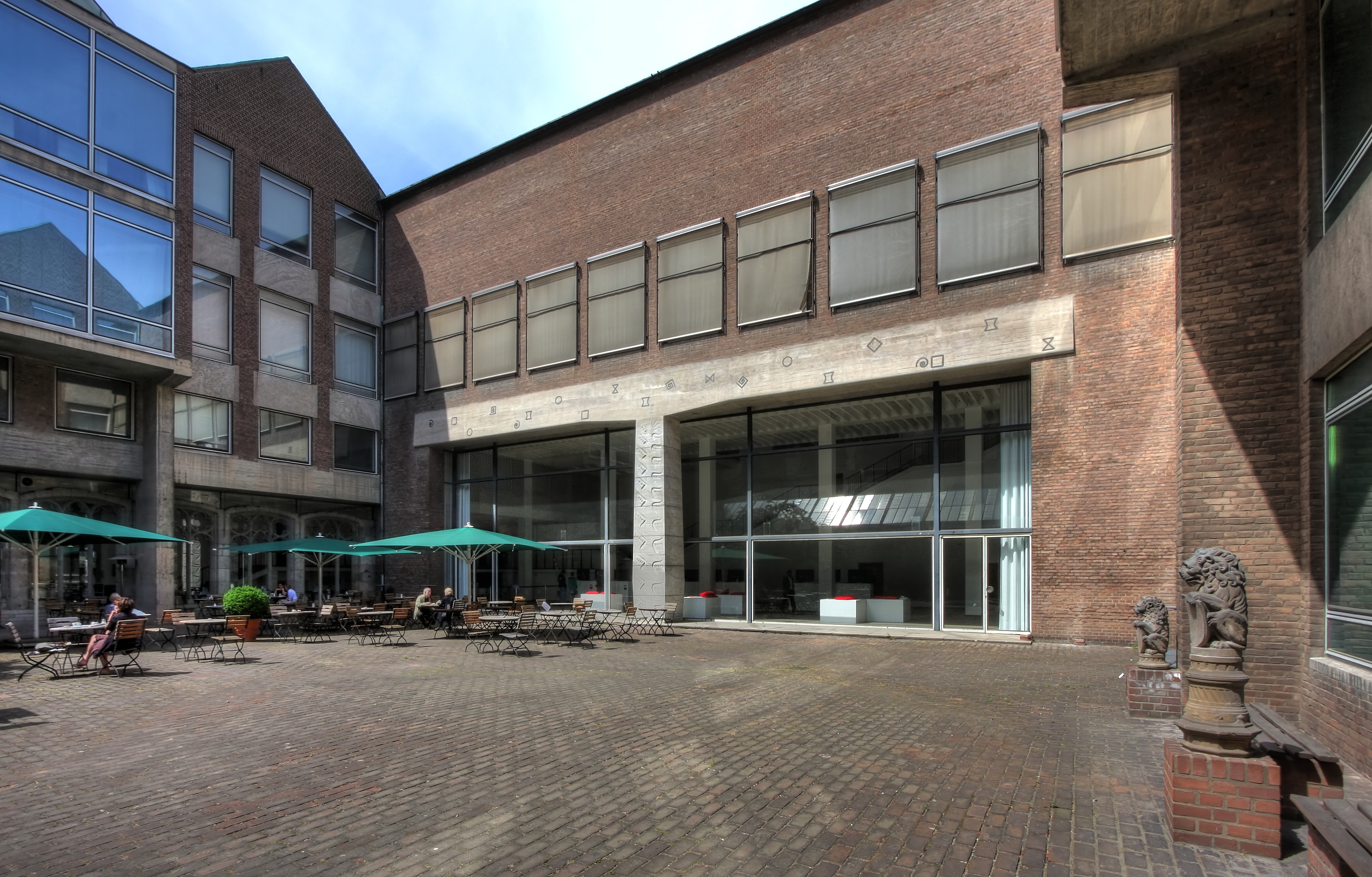
Innenhof mit verglaster Fassade
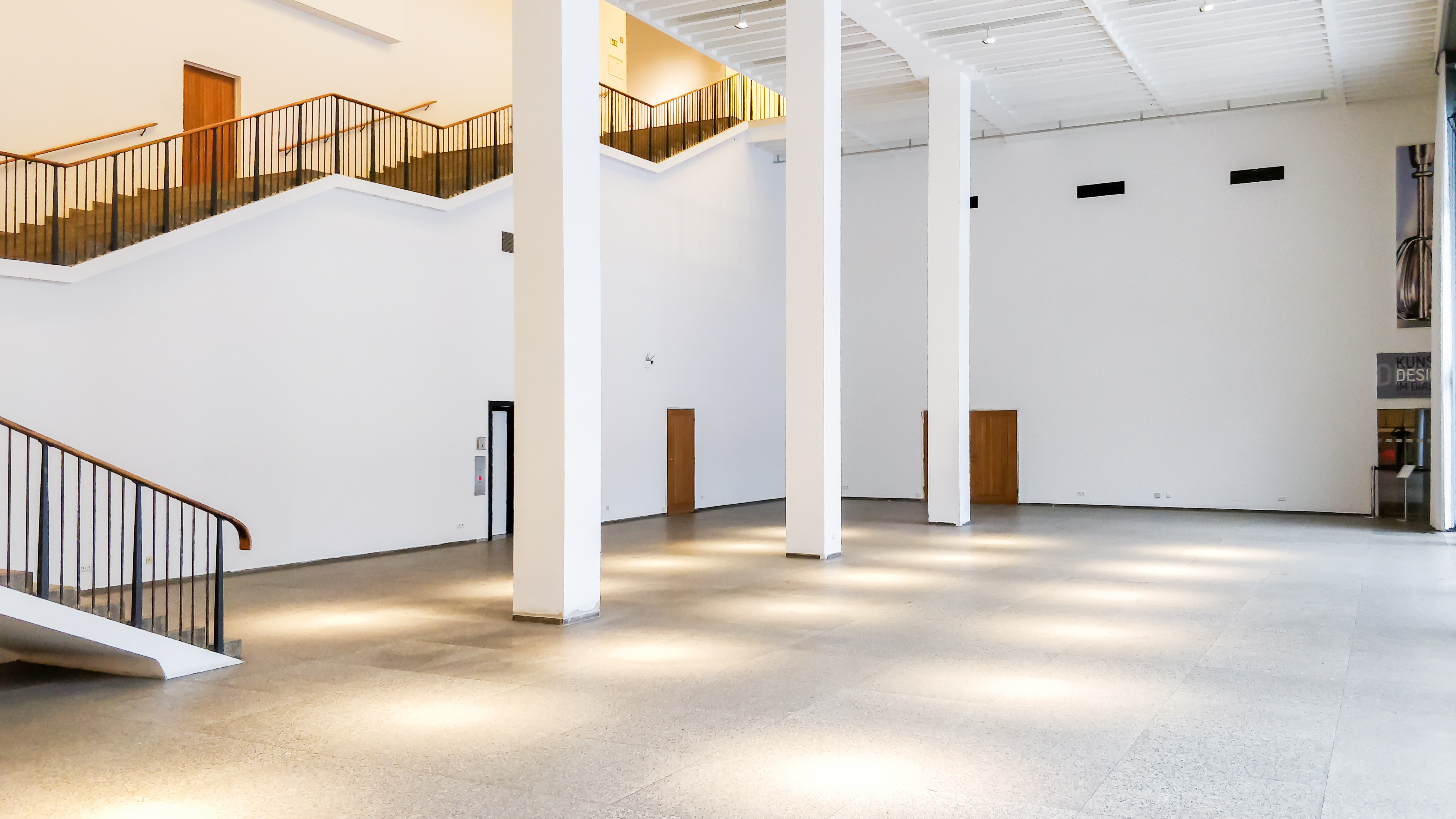
Große Ausstellungshalle
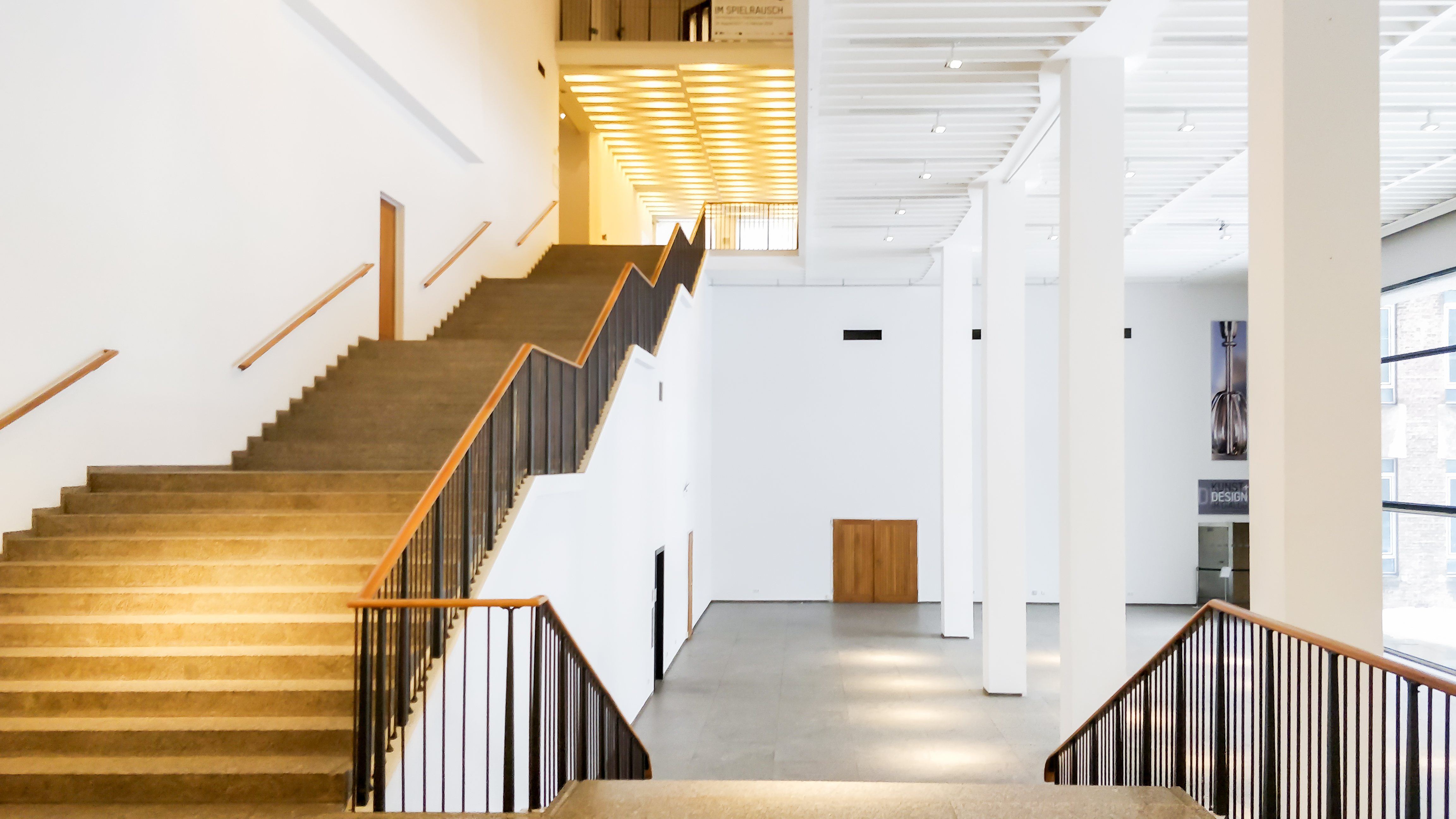
Blick vom Vorraum. Links Treppe zu den Obergeschossen, rechts die große Ausstellungshalle

### Leitung des Museums
- 1895–1908: Otto von Falke
- 1908–1922: Max Creutz[10][11]
- 1922–1928: Karl Schaefer
- 1928–1933: Karl With[12] siehe Ulrike Wendland: Biographisches Handbuch deutschsprachiger Kunsthistoriker im Exil. Leben und Werk der unter dem Nationalsozialismus verfolgten und vertriebenen Wissenschaftler. Teil 2: L–Z. Saur, München 1999, ISBN 3-598-11339-0, S. 787 (Karl With).
- 1957–1971: Erich Köllmann
- 1972–1992: Brigitte Klesse
- 1993–1999: Brigitte Tietzel[13]
- 1999–2003: Susanne Anna[13]
- 2005–2008: Birgitt Borkopp-Restle[13]
- seit 1. März 2010: Petra Hesse

## Sammlungen
Das Museum besitzt eine der bedeutendsten deutschen Sammlungen europäischer Angewandter Kunst vom Mittelalter bis zur unmittelbaren Gegenwart. Ein chronologisch konzipierter Rundgang führt durch die unterschiedlichen Epochen und bietet einen Eindruck von Möbeln und Bildteppichen, Kleinplastik, Zeugnissen der Tisch- und Tafelkultur sowie Luxus- und Zierobjekten seit dem 10. Jahrhundert. Die qualitätvolle Textilsammlung ist aus konservatorischen Gründen hauptsächlich in zeitlich begrenzten Sonderausstellungen der Öffentlichkeit zugänglich.
International renommiert ist das Museum insbesondere für seine einzigartige Sammlung modernen Designs. In der durch das Vitra Design Museum in Weil am Rhein gestalteten Ausstellung, die sich auf zwei Etagen eines eigenen Gebäudeflügels verteilt, sind zahlreiche Schlüsselwerke des 20. Jahrhunderts vertreten. Möbel, Lampen, Telefone, Fernsehgeräte, Kameras, Radios sowie Haushaltsgeräte wie Service, Bestecke, Gefäße etc., gestaltet von Designern wie Charles und Ray Eames, Dieter Rams, Frank Lloyd Wright, Philippe Starck, Ettore Sottsass, Stiletto oder Joe Colombo, sind in der minimalistisch-klaren Ausstellungsarchitektur in einer thematisch-chronologischen Ordnung präsentiert.
Hier besonders zu erwähnen ist das Konzept der Gegenüberstellung von Designobjekten mit Werken der Bildenden Kunst. Der so intendierte Dialog mit Gemälden von Künstlern wie Wassily Kandinsky, Victor Vasarely, Jesús Rafael Soto, Piet Mondrian oder Günther Uecker ermöglicht es, die engen Bezüge und komplexen Verflechtungen der Gattungen und thematisch-formalen Zusammenhänge vor einem zeit- und kunsthistorischen Hintergrund deutlich zu machen.
Ein Großteil der in der Designausstellung der Öffentlichkeit gezeigten Objekte stammt aus der umfangreichen Privatsammlung von R. G. Winkler, der diese im Jahr 2005 der Stadt Köln geschenkt hatte.
Die Studiensammlung Graphik mit eigenen Räumlichkeiten umfasst rund 100.000 Exponate, darunter Plakate, freie und dekorative Grafiken und Kupferstiche, Nachlässe, Bücher und Ornamentstiche.
Die Design-Abteilung ist nach umfangreichen Sanierungsarbeiten wieder geöffnet. Die Historischen Sammlungen im Hauptgeschoss wurden am 7. November 2017 wegen Sanierungsarbeiten und Neukonzeption geschlossen. Die Sonderausstellungsbereiche sind geöffnet.

## Beispielhafte Ausstellungsstücke
- Tilman Riemenschneider, Mondsichelmadonna mit dem Jesuskind, 1495 (Inv. Nr. A 1156)
- Scherenstuhl mit Intarsien, Oberitalien, um 1500 (Inv. Nr. A 322)
- Kabinetttisch aus Süddeutschland um 1600
- Steinzeug aus dem Rheinland
- Venetianische Netzgläser aus dem 17. Jahrhundert
- Wirkteppich (Gobelin), Allegorie des Erdteils Afrika, vor 1742, Entwurf Maximilian de Haese, ausgeführt von Jean François van der Borght in Brüssel. Aus dem Stadtpalast des Aachener Bürgermeisters Johann von Wespien
- David Roentgen (Werkstatt), Schreibschrank mit Chinoiserien. Nußbaumfurnier mit Intarsien aus gefärbten Hölzern, Neuwied 1777–78
- Barocker Dielenschrank aus Nussbaum, Barock
- Der Wandteppich Der Tierbändiger, aus einer Manufaktur in Beauvais
- Gerrit Rietveld, Rood-blauwe Stoel, 1918
- Piet Mondrian, Composition III, 1920
- Marcel Breuer, Lattenstuhl (1922), Freischwinger Modell B34 (1928), Liege, 1936
- Guido Drocco und Franco Mello für Gufram, Kleiderständer Cactus, Italien 1972
- Ettore Sottsass für Memphis, Regal Carlton, Mailand 1981
- Michele De Lucchi für Memphis, Sitzobjekt First, Mailand 1983
- Wolfgang Laubersheimer für Pentagon, Verspanntes Regal, Köln 1984 (Schenkung 2012)[14]
- Stiletto, „Consumer’s Rest“ Lounge Chair, Multiple, verzinkter Stahl, Leipheim 1990 (Ankauf 1990, Inv. Nr. A 1779)[15]
- Naoto Fukasawa, CD-Player, 1999

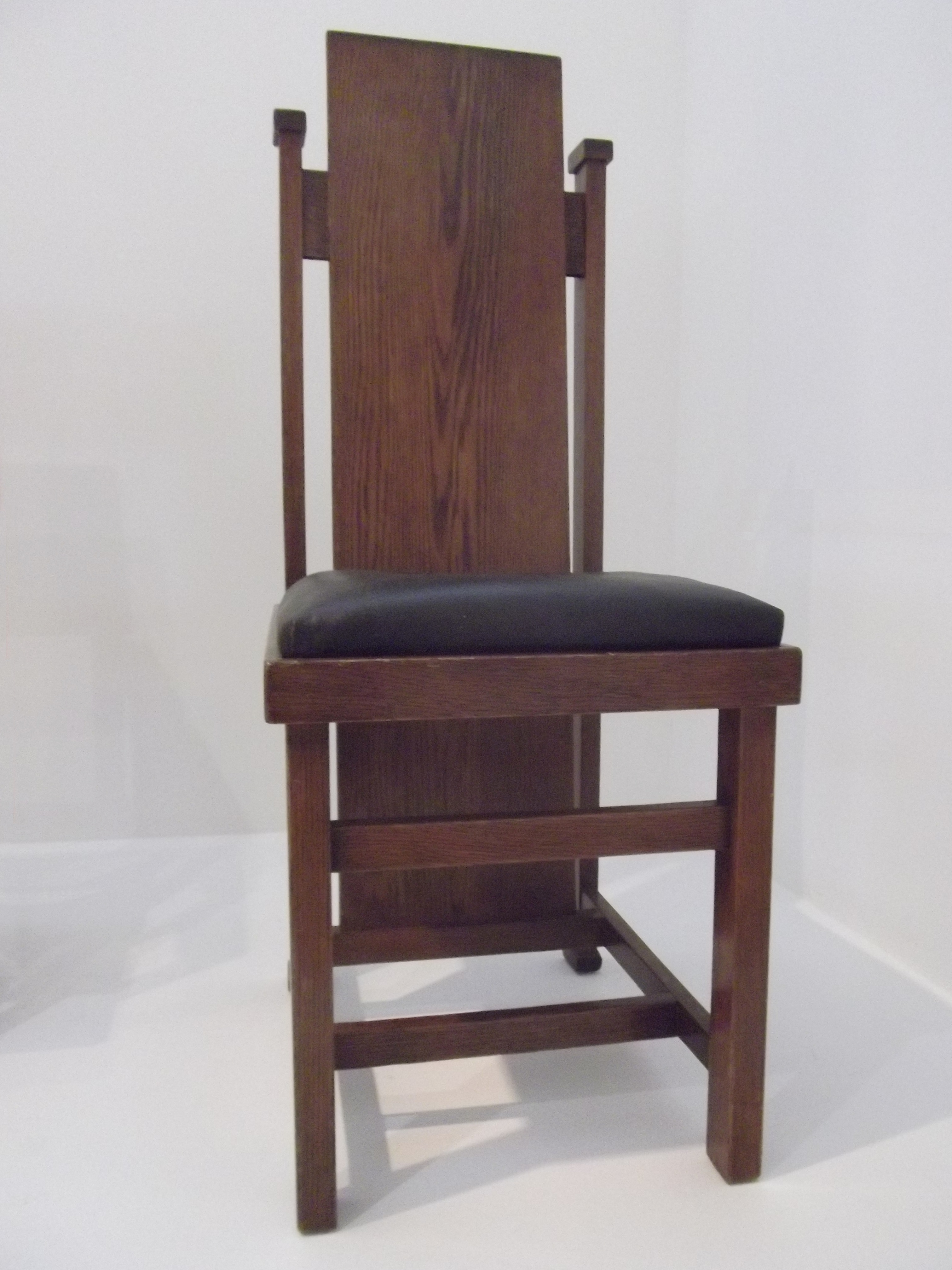
Frank Lloyd Wright, Hochlehnenstuhl für die Larkin Company (1903)
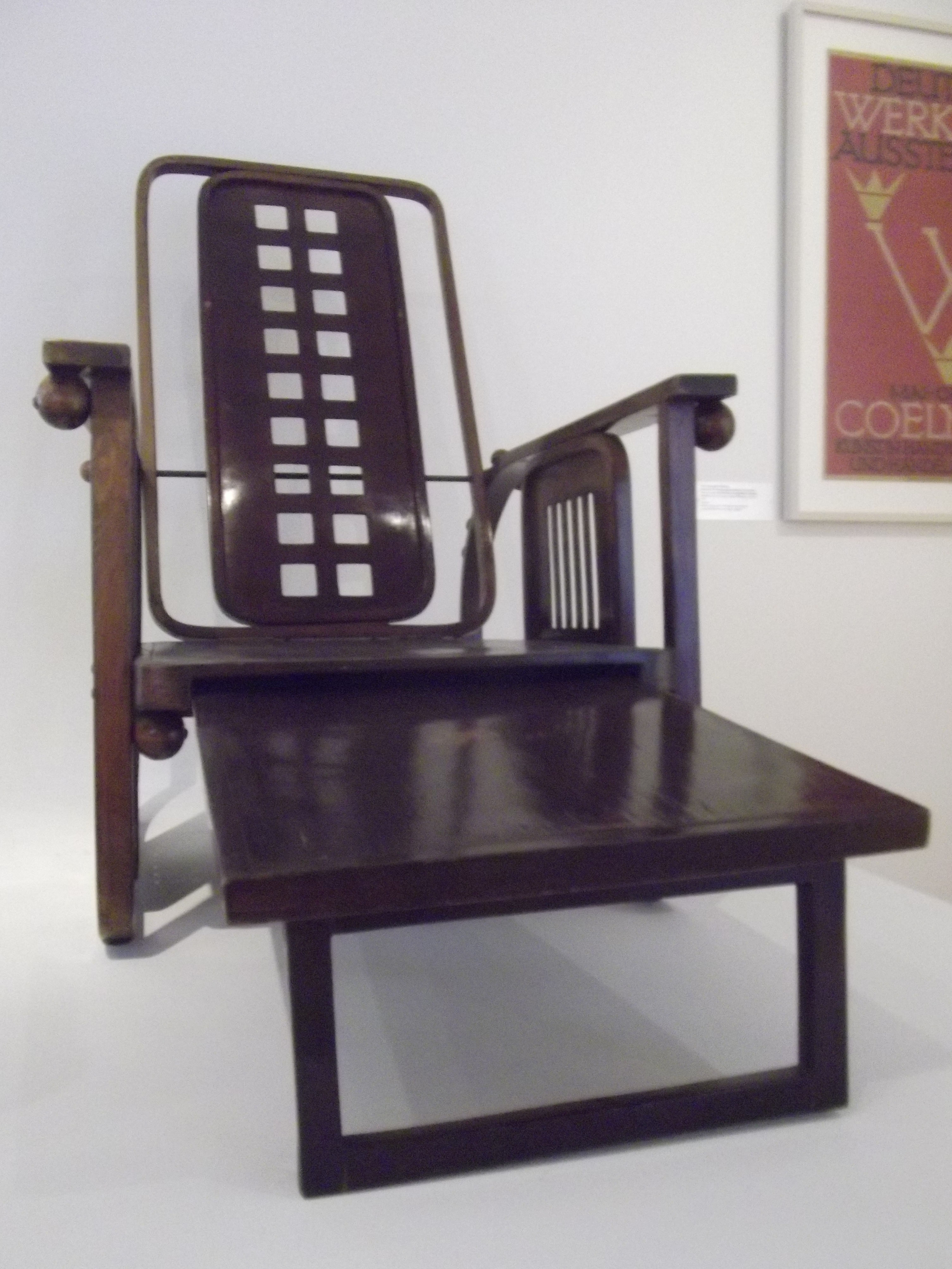
Josef Hoffmann, Sitzmaschine Modell 670 (1904)
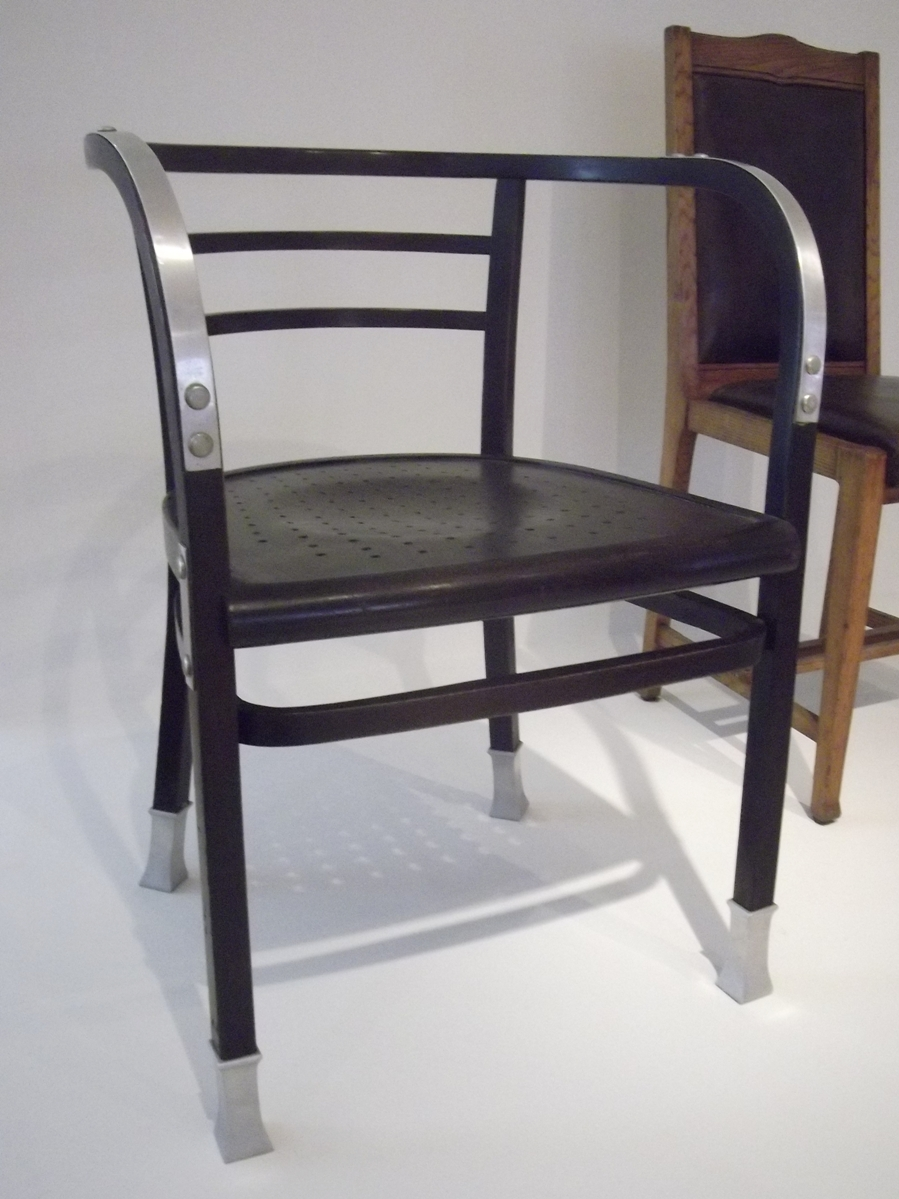
Otto Wagner, Postsparkassenstuhl (1904)
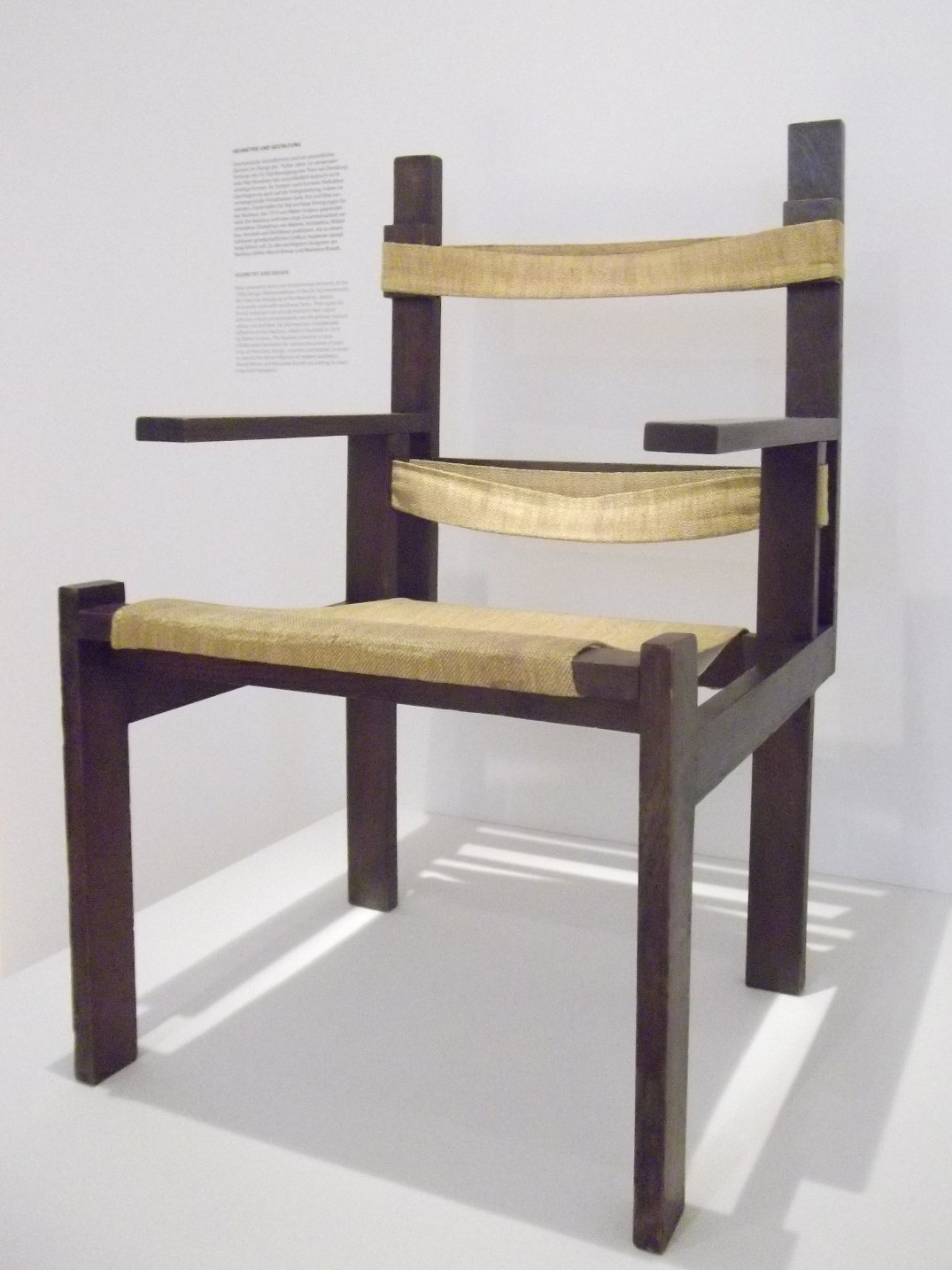
Marcel Breuer, Lattenstuhl (1922)
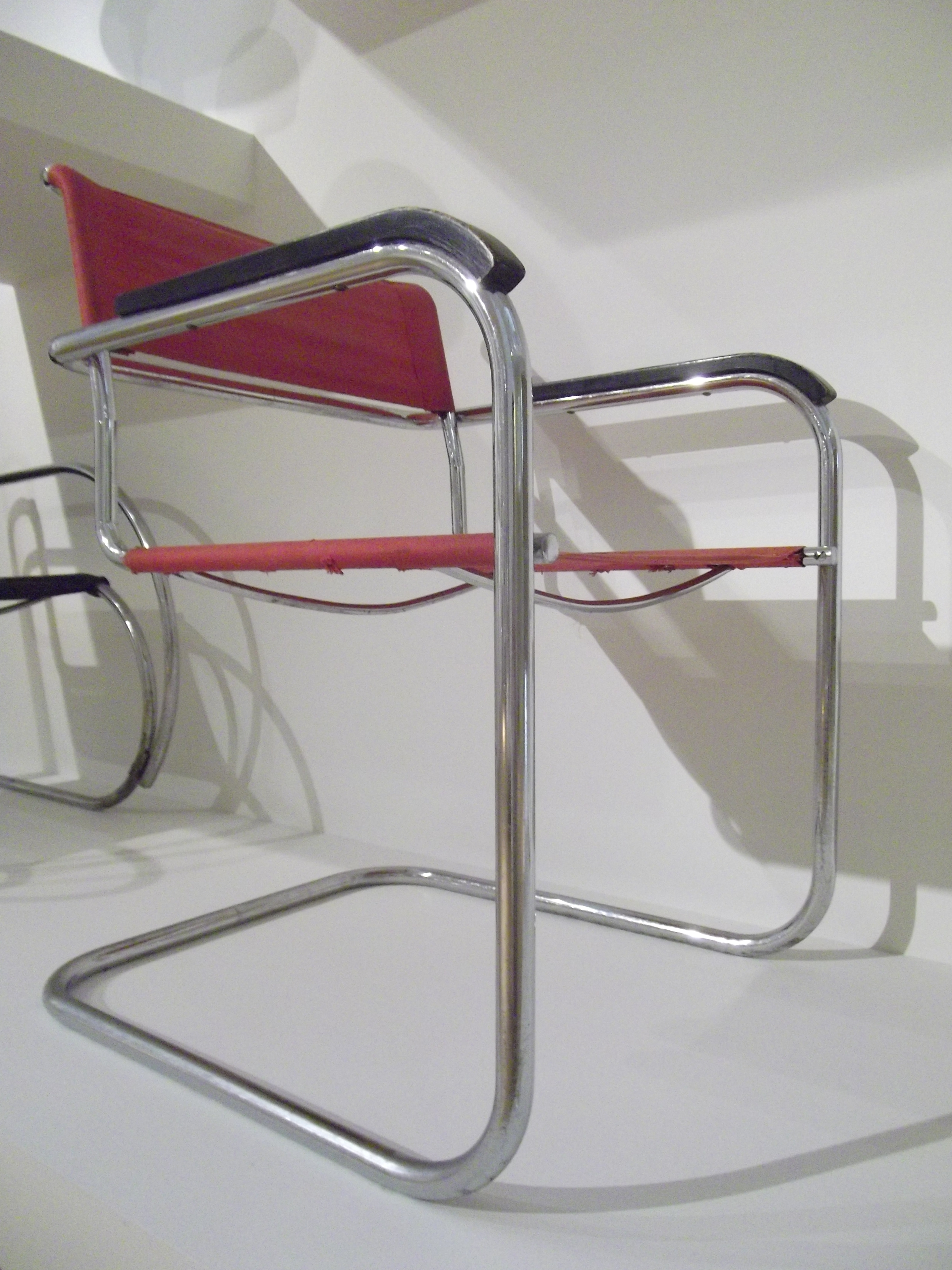
Marcel Breuer, Modell B34 (1928)

## Sonderausstellungen (Auswahl)
- 2010: all-over mondrian. kunst + konsum
- 2012: Von Aalto bis Zumthor - Architektenmöbel (16. Januar bis 22. April)
- 2016: Vera Lossau. Eine kurze Geschichte der Löcher
- 2016: Willy Fleckhaus. Design, Revolte, Regenbogen (eine Kooperation mit dem Museum Villa Stuck, München)
- 2017/18: IM SPIELRAUSCH. Von Königinnen, Pixelmonstern und Drachentötern (ein Kooperationsprojekt mit dem Institut für Medienkultur und Theater sowie der Theaterwissenschaftlichen Sammlung der Universität zu Köln).
- 2018 Prolog zum NRW-Verbundprojekt „100 jahre bauhaus im westen“: #alleskönner. Peter Behrens zum 150. Geburtstag, in Kooperation mit dem LVR-Industriemuseum Oberhausen und den Kunstmuseen Krefeld (Kuratorin Romana Rebbelmund)
- 2018/19: Millionen Andy Warhol – Pop goes Art
- 2019/20: Norman Seeff. The Look of Sound
- 2020/21: Hélène Binet. Das Echo von Träumen. Gottfried Böhm zum 100. Geburtstag
- 2021: Danish Jewellery Box. Zeitgenössisches Schmuckdesign
- 2021: Gamechanger. Fotografien von Philipp Treudt
- 2022/23: Susanna Taras. Blumen, Flowers, Fleurs
- 2023: Between the Trees. Urbanes Grün – Kunst – Design
- 2023: Karneval in Köln. Wie alles begann, eine Ausstellung des Kölnischen Stadtmuseums
- 2023: Staatspreis MANUFACTUM für angewandte Kunst und Design im Handwerk
- 2023/24: Apropos Visionär. Der Fotograf Horst H. Baumann
- 2024: Perfect Match. Ausgewählte Kunstkammerobjekte der Sammlung Olbricht und des MAKK.
- 2024/25: „… für den geistigen Gebrauch“. Künstlerische Positionen aus der Sammlung Winkler

Von 2007 bis 2017 wurde der jährlich exklusiv für Designabsolventen in Köln ansässiger privater und öffentlicher Akademien ausgeschriebene und bis 2015 von der Prof. Dr. Ing. Richard G. Winkler zu der Stiftung finanzierte Kölner Designpreis mit einer Ausstellungsdauer von jeweils drei Wochen im MAKK präsentiert.